# KWin
KWin est un gestionnaire de fenêtres libre pour système de fenêtrage X et un compositeur Wayland, faisant partie de KDE Plasma. Écrit en C++, il peut changer de thèmes et appliquer plusieurs effets aux différents éléments du bureau.
Il est distribué selon les termes de la licence GNU GPL.

## Historique des versions
| Nom  | version | Version de KDE | Remarques                                                                  |
| ---- | ------- | -------------- | -------------------------------------------------------------------------- |
| KWM  | 1.0     | 1.0            |                                                                            |
| KWin | 2.0     | 2.0            | Meilleure gestion des thèmes et des effets de fenêtres                     |
| KWin | 3.0     | 3.2            | Amélioration dans la prise en charge du protocole ICCCM de freedesktop.org |
| KWin | 4.0     | 4.0            | Ajout d'effets équivalents à ceux de Compiz                                |

La version 4 de KDE a été l'occasion de faire de profonds changements dans KWin. Pour permettre des effets graphiques tels que ceux offert par Compiz, les développeurs ont également fait de KWin un gestionnaire de composition, pouvant utiliser pour le rendu OpenGL ou XRender. En raison du caractère particulièrement récent de cette technologie au sein de KDE et des nombreux problèmes pouvant apparaître selon les configurations, les développeurs considèrent les effets de composition comme expérimentaux et les ont désactivés par défaut dans la version 4.0 .
Les effets du bureau sont désormais activés par défaut dans de nombreuses distributions, qui intègrent KDE 4.1.2.

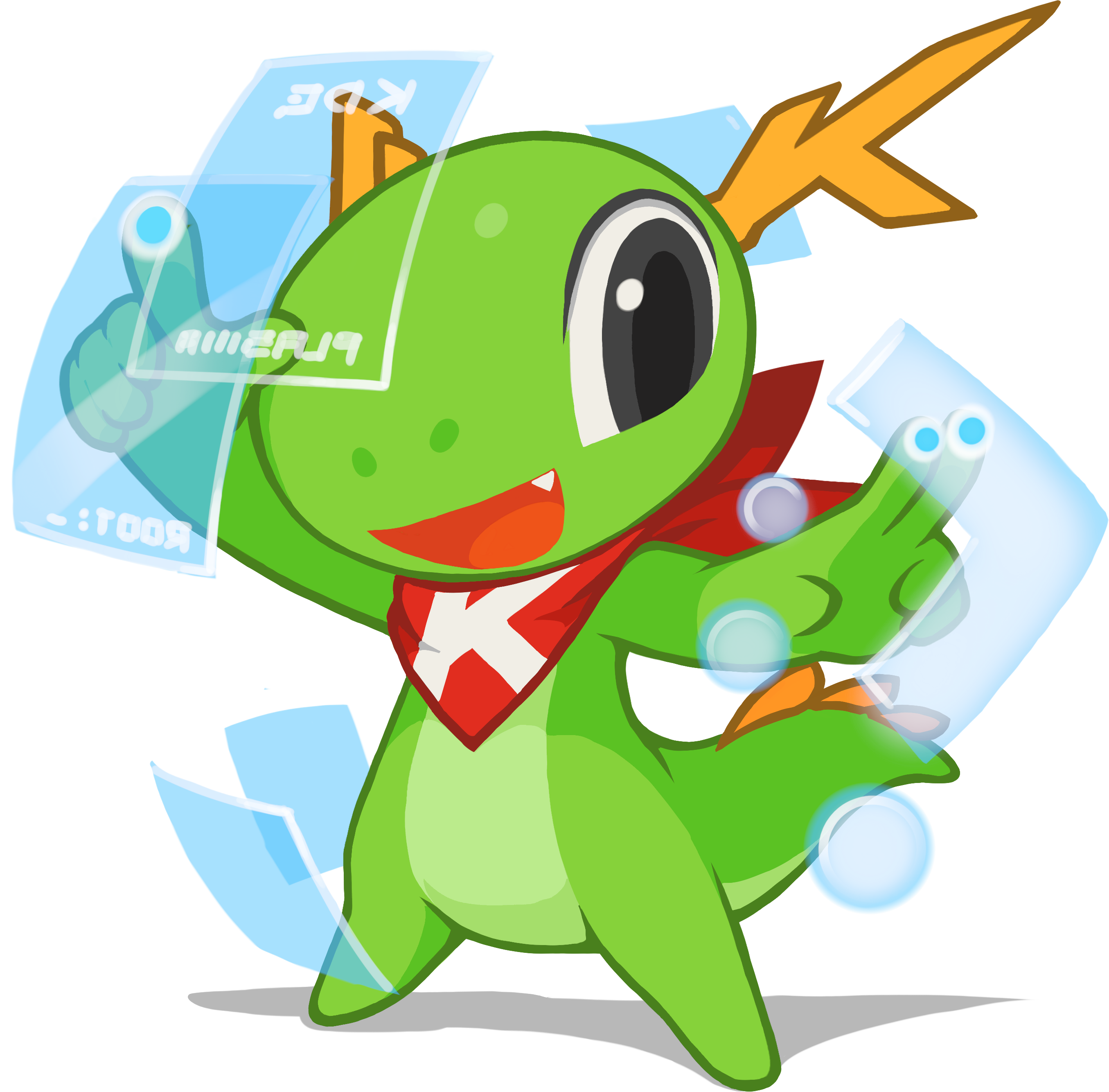
Mascotte de KWin